# Sèrbia Meridional i Oriental
Sèrbia Meridional i Oriental (en serbi: Јужна и источна Србија, Južna i istočna Srbija) és una de les cinc regions estadístiques de Sèrbia. Es va formar l'any 2010.

## Formació
El juliol de 2009, el Parlament de Sèrbia va adoptar una nova llei segons la qual Sèrbia es dividia en 7 regions estadístiques.  Segons aquesta llei, el territori del que avui és Sèrbia Meridional i Oriental es dividia en dues regions estadístiques - Regió Oriental (en serbi:Istočni region/Источни регион) i Regió Meridional (en serbi: Južni region/Јужни регион). Tanmateix, el maig del 2010 la llei va ser modificada, i les regions Oriental i Meridional van ser fusionades en una sola regió estadística anomenada Sèrbia Meridional i Oriental.

## Història
En temps antics, la superfície avui ocupada per aquesta regió estadística formava part de la província romana de Mèsia Superior. Niš (Naissus) n'era la ciutat més important. El segle xi, el Ducat de Niš era una província de l'Imperi Romà d'Orient.
L'estat serbi medieval incloïa part d'aquesta regió el segle xii, i la majoria del territori fins al segle xiv. El 1162, župan Desa fou el governant de l'àrea de Niš. A partir del segle xv, la regió es trobava sota administració otomana. Entre 1791 i 1878, Paixalik de Niš va ser una província de l'Imperi Otomà. El segle xix, aquest territori va esdevenir part de Sèrbia de nou. Inicialment el "ressuscitat" estat serbi incloïa només les zones del nord de la regió, però després (el 1878) es va expandir cap al sud incloent també les zones més meridionals.
Entre 1922 i 1929, diverses unitats administratives del Regne dels Serbis, Croats i Eslovens es van situar en aquesta àrea: la Província de Niš (Niška Oblast), la Província de Vranje (Vranjska Oblast), la Província de Timok (Timočka Oblast), la Província de Požarevac (Požarevačka Oblast), i la Província de Podunavlje (Podunavska Oblast). Entre 1929 i 1941, la major part de la regió actual formava part de la Banovina de Morava (una província del Regne de Iugoslàvia). La capital d'aquesta província era Niš.
Del 1945 al 2009, l'àrea va formar part de Sèrbia central.

## Grups ètnics
A continuació es mostra la composició ètnica de la regió segons el cens del 2011:
| Grup ètnic | Nombre    | Percentatge |
| ---------- | --------- | ----------- |
| Serbis     | 1.393.673 | 89,11%      |
| Gitanos    | 57.239    | 3,66%       |
| Valacs     | 32.873    | 2,1%        |
| Búlgars    | 15.501    | 0,99%       |
| Total      | 1.563.916 | 100%        |

## Districtes
La regió estadística de Sèrbia Meridional i Oriental inclou 9 districtes:
| Districte                          | Superfície (km²) | Població (cens 2011) | Capital administrativa |
| ---------------------------------- | ---------------- | -------------------- | ---------------------- |
| Podunavlje                         | 1.250            | 199.395              | Smederevo              |
| Braničevo                          | 3.865            | 183.625              | Požarevac              |
| Bor                                | 3.510            | 124.992              | Bor                    |
| Zaječar                            | 3.623            | 119.967              | Zaječar                |
| Nišava                             | 2.727            | 376.319              | Niš                    |
| Pirot                              | 2.761            | 92.479               | Pirot                  |
| Toplica                            | 2.229            | 91.754               | Prokuplje              |
| Jablanica                          | 2.770            | 216.304              | Leskovac               |
| Pčinja                             | 3.520            | 159.081              | Vranje                 |
| Font:Oficina Estadística de Sèrbia |                  |                      |                        |

## Ciutats i viles
Les ciutats i viles més grans de la regió són:
| Ciutat o vila       | Població (cens 2011) |
| ------------------- | -------------------- |
| Niš                 | 260.237              |
| Leskovac            | 144.206              |
| Smederevo           | 108.209              |
| Vranje              | 83.524               |
| Požarevac           | 75.334               |
| Zaječar             | 59.461               |
| Pirot               | 57.928               |
| Aleksinac           | 51.863               |
| Smederevska Palanka | 50.284               |
| Bor                 | 48.615               |
| Prokuplje           | 44.419               |